# Ливан на летних Олимпийских играх 1972
Ливан принимал участие в Летних Олимпийских играх 1972 года в Мюнхене (ФРГ) в шестой раз за свою историю, и завоевал одну серебряную медаль. Сборная страны состояла из 19 спортсменов (17 мужчин, 2 женщины), которые приняли участие в соревнованиях по лёгкой атлетике, тяжёлой атлетике, боксу, велоспорту, фехтованию, дзюдо, стрельбе, плаванию и борьбе.

## Медалисты
| Медаль  | Имя                | Вид спорта       | Дисциплина        |
| ------- | ------------------ | ---------------- | ----------------- |
| Серебро | Мохаммед Тарабулси | Тяжёлая атлетика | Мужчины, до 75 кг |

## Результаты

### Борьба
Мужчины
Вольная борьба
Соревнования в борьбе проводились по системе с выбыванием. Спортсмен, набравший 6 и более штрафных очков покидал соревнования. За один поединок максимально можно было получить 4 штрафных очка.
| Соревнование | Спортсмены          | Первый раунд              | Второй раунд            | Третий раунд         | Четвёртый раунд      | Пятый раунд          | Шестой раунд         | Финал                | Место                |
| Соревнование | Спортсмены          | Соперник Результат        | Соперник Результат      | Соперник Результат   | Соперник Результат   | Соперник Результат   | Соперник Результат   | Соперник Результат   | Место                |
| ------------ | ------------------- | ------------------------- | ----------------------- | -------------------- | -------------------- | -------------------- | -------------------- | -------------------- | -------------------- |
| до 74 кг     | Башир Хани Абу Асси | Роберт Блазер (SUI) П 4:0 | Янчо Павлов (BUL) П 4:1 | Завершил выступление | Завершил выступление | Завершил выступление | Завершил выступление | Завершил выступление | Завершил выступление |